# 韋托沃
43°42′N 26°16′E / 43.700°N 26.267°E
韋托沃是保加利亞的城鎮，位於該國東北部，距離首府魯塞40公里，由魯塞州負責管轄，海拔高度183米，受大陸性氣候影響，2009年人口4,777，居民主要信奉伊斯蘭教。

## 外部連結
- Vetovo municipality website （页面存档备份，存于） （保加利亚文）
- Vetovo municipality page at the Ruse Province website （保加利亚文）